# 默基特希臘禮天主教培特拉-非拉非德總教區
默基特希臘禮天主教培特拉-非拉非德總教區（拉丁語：Archieparchia  Petrensis et Philadelphiensis）是約旦一個東儀天主教教區（默基特希臘禮）總教區，直屬安提約基雅宗主教。
總教區成立於1932年5月2日，座堂位於首都安曼（非拉非德是安曼的古稱）。2009年有27,000位教友、廿八個堂區、廿九位司鐸。現任教區總主教為亞西爾·阿亞什。